# صنصفط
صنصفط إحدى قرى مركز منوف التابع لمحافظة المنوفية بجمهورية مصر العربية.

## التاريخ
ذكرها علي مبارك في كتابه الخطط التوفيقية باسم "سنسفيط"، حيث ذكر أنها قرية في مديرية المنوفية بقسم أشمون، وأن بها جامع بمنارة، ومهنة أهلها الزراعة. على بعد كليو متر شرقي القرية يوجد كوم الشهداء الذي عثر فيه على بقايا أوان فخارية قبطية ملونة باللون البني والأسود.

## السكان
بلغ عدد سكان صنصفط 13,037 نسمة، حسب الإحصاء الرسمي لعام 2006.